# Rifugio Averau
Das Rifugio Averau (auch Averau-Hütte oder Nuvolaupaßhütte) ist eine private Schutzhütte in der Nuvolaugruppe in den Ampezzaner Dolomiten.

## Lage
Das Rifugio Averau liegt im Gemeindegebiet von Colle Santa Lucia in der Provinz Belluno auf 2413 m s.l.m. Sie steht südlich der Forcella Nuvolau nur wenige Meter unterhalb der Scharte, die den nordwestlich gelegenen Monte Averau (2649 m s.l.m.) vom südöstlich gelegenen Monte Nuvolau (2574 m s.l.m.) trennt. In unmittelbarer Nähe der Hütte enden mehrere Aufstiegsanlagen des zum Dolomiti Superski gehörenden Skigebiets Lagazuoi – Cinque Torri, weshalb das Rifugio Averau auch zur Skisaison geöffnet ist. An der Hütte führt der Dolomiten-Höhenweg 1 vorbei.

## Geschichte

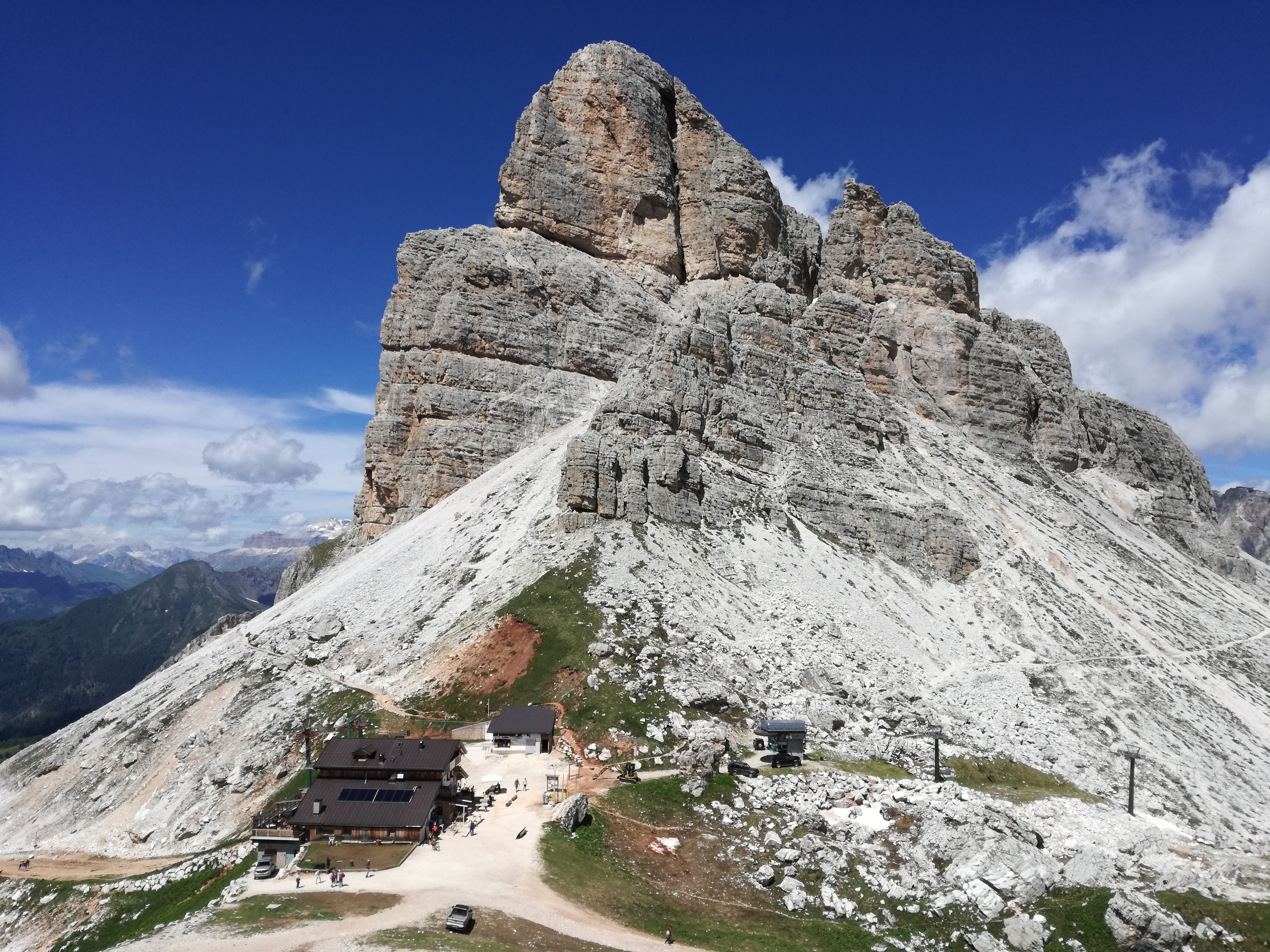
Die Hütte mit der Forcella Nuvolau und dem Monte Averau

Eine erst einfache Holzhütte wurde bereits Ende des 19. Jahrhunderts errichtet. 1903 wurde die Holzhütte von der Familie Finazzer aus Colle Santa Lucia durch ein zweistöckiges Steingebäude ersetzt und unter dem deutschen Namen Nuvolaupaßhütte eröffnet. Besaß die erste Hütte nur ein Bett, standen nun bereits acht Betten in vier Zimmern zur Verfügung. Im Ersten Weltkrieg wurde das Gebäude von der italienischen Armee besetzt und 1916 dort der Befehlsstand für den Frontabschnitt Cinque Torri untergebracht, da die Hütte von der österreichisch-ungarischen Artillerie auf dem Lagazuoi nicht eingesehen werden konnte. Des Weiteren wurden rund um die Hütte mehrere kleine Gebäude für die Logistik sowie ein Feldlazarett erbaut.
Die beim Rückzug der Italiener im November 1917 stark in Mitleidenschaft gezogene Hütte wurde 1938 neu errichtet, aber bereits wenige Jahre danach im Zweiten Weltkrieg von deutschen Soldaten in Brand gesteckt.
1974 wurde auf den Ruinen der alten Nuvolaupaßhütte von den Brüdern Walter und Osvaldo Finazzer mit dem Bau einer neuen Hütte begonnen. 1980 kaufte die Familie Siorpaes, deren Ahn Santo Siorpaes 1874 den Monte Averau erstmals bestiegen hatte, die noch im Bau befindliche Hütte und eröffnete sie 1982 unter dem neuen Namen Rifugio Averau. Zwischen 1985 und 1988 wurde das Rifugio Averau renoviert, bevor das Gebäude 2010 komplett abgerissen und durch einen Neubau ersetzt wurde.

## Zustiege
- von Andraz, 2236 m ⊙ auf Weg 441 in 2 Stunden
- vom Passo di Giau, 2236 m ⊙ auf Weg 452, 464 in 1 ¾ Stunden
- Vom Passo di Falzarego, 2105 m ⊙ auf Weg 441 in 1 ¾ Stunden
- Von der Brücke am Ru Curto, 1708 m ⊙ in 2 ¾ Stunden

Skitourengänger können von Arabba, Gadertal, und Civette über die Gebirgsjägertour zusteigen.
Des Weiteren gibt es von Cortina, Gadertal und vom Grödental die Möglichkeit mit dem Helikopter anzureisen.

## Übergänge und Nachbarhütten
- Vom Rifugio Cinque Torri 2137 m ⊙ auf Weg 439 in 50 Minuten
- Vom Rifugio Fedare 2000, 2000 m ⊙ auf Weg 464, 439 in 1 ¼ Stunden
- Vom Rifugio Lagazuoi, 2752 m ⊙ auf Weg 402, 401, 441 in 3 ½ Stunden
- Vom Rifugio Scoiattoli, 2255 m ⊙ auf Weg 439 in 30 Minuten
- Zum Rifugio Nuvolau, 2574 m ⊙ auf Weg 438 in 30 Minuten

### Karten
- Tabacco-Karte Blatt 03, Cortina d’Ampezzo e Dolomiti Ampezzane (1:25.000)